# 浙江大学控制科学与工程学院
浙江大学控制科学与工程学院是浙江大学的一个学院，始建于1956年，现属于信息学部。

## 概况
学院有32名教授、43名副教授。有70名教师具有博士学历，占教师数的79.54%。现有1名中国工程院院士，1名长江特聘教授，1名求是特聘教授，2名国家“千人计划”，2名国家杰出青年基金获得者，3名新世纪百千万人才工程国家级人选，4名教育部跨世纪、新世纪人才计划，2名浙江省特级专家。

## 科研
- 工业控制研究所
- 自动化仪表研究所
- 智能系统与控制研究所
- 工业控制技术国家重点实验室
- 工业自动化国家工程研究中心
- 自动化实验教学中心
- 科学仪器研究中心

共获得过国家科技进步奖二等奖、省部级科技进步一等奖等20多项。